# Michel-Marie Calvet
Michel-Marie-Bernard Calvet SM (* 29. September 1944 in Autun, Département Saône-et-Loire, Frankreich) ist ein französischer römisch-katholischer Ordensgeistlicher und emeritierter Erzbischof von Nouméa.

## Leben
Michel-Marie Calvet trat der Ordensgemeinschaft der Maristenpatres bei. Der Weihbischof in Grenoble, Michel Louis Marie Joseph Mondésert, spendete ihm am 28. April 1973 das Sakrament der Priesterweihe.
Papst Johannes Paul II. ernannte ihn am 4. Juli 1979 zum Titularbischof von Nigrae Maiores und zum Weihbischof in Nouméa. Die Bischofsweihe spendete ihm der Erzbischof von Nouméa, Eugène Klein MSC, am 4. November desselben Jahres; Mitkonsekratoren waren Laurent Fuahea, Bischof von Wallis und Futuna, und Michel-Gaspard Coppenrath, Erzbischof von Papeete.
Am 19. Juni 1981 wurde er zum Erzbischof von Nouméa ernannt.
Papst Franziskus nahm am 14. Januar 2025 seinen altersbedingten Rücktritt an.